# Wolfsthal
Wolfsthal is een gemeente in de Oostenrijkse deelstaat Neder-Oostenrijk, gelegen in het district Bruck an der Leitha. De gemeente heeft ongeveer 800 inwoners.

## Geografie
Wolfsthal heeft een oppervlakte van 21,77 km². Het ligt in het noordoosten van het land, in de buurt van de grens met Slowakije en het Burgenland.